# Фабіан Каноббіо
Фабіан Каноббіо (ісп. Fabián Canobbio, нар. 8 березня 1980, Монтевідео) — уругвайський футболіст, що грав на позиції півзахисника.
Значну частину кар'єри провів у Іспанії, де зіграв понад 200 матчів, також виступав і на батьківщині, зокрема, за «Пеньяроль» і «Данубіо», а також національну збірну Уругваю, у складі якої поїхав на Кубок Америки 2007 року.

## Клубна кар'єра
Народився 8 березня 1980 року в місті Монтевідео. Вихованець футбольної школи клубу «Прогресо». Дорослу футбольну кар'єру розпочав 1997 року в основній команді того ж клубу, в якій провів три сезони.
Своєю грою за цю команду привернув увагу представників тренерського штабу одного з уругвайських суперклубів — «Пеньяроля», до складу якого приєднався 2001 року. Відіграв за команду з Монтевідео наступні три сезони своєї ігрової кар'єри. Більшість часу, проведеного у складі «Пеньяроля», був основним гравцем команди і одним з головних бомбардирів команди, маючи середню результативність на рівні 0,36 голу за гру першості і 2003 року допоміг команді стати чемпіоном Уругваю.
В кінці липня 2003 року підписав чотирирічний контракт з іспанською «Валенсією», де мав на думку головного тренера «кажанів» Рафаеля Бенітеса замінити Кілі Гонсалеса, що саме покинув клуб. Втім повноцінно замінити аргентинця Каноббіо не зміг, програвши конкуренцію більш досвідченим Рубену Барасі та Пабло Аймару, зігравши у сезоні 2003/04 лише 11 матчів у чемпіонаті, в той час як команда виборола титул чемпіона Іспанії та стала володарем Кубка УЄФА.
Влітку 2004 року новий тренер «Валенсії» Клаудіо Раньєрі взагалі відмовився від послуг уругвайця і Фабіан був відданий в оренду в клуб другого іспанського дивізіону «Сельта Віго». За результатами сезону 2004/05 Каноббіо з 12 голами став найкращим бомбардиром команди, а клуб зайняв 2 місце та вийшов до Ла Ліги, після чого галісійський клуб викупив контракт гравця. Після цього Фабіан провів у клубі ще три сезони, при цьому у 2007 році клуб вилетів назад до Сегунди, але Каноббіо залишився там з командою ще на рік.
Влітку 2008 року Каноббіо перейшов у «Реал Вальядолід», де провів ще два сезони у іспанській Прімері, але після вильоту команди 2010 року після 7 років покинув Іспанію і став гравцем грецької «Лариси», з якою теж вилетів з вищого дивізіону за підсумками сезону 2010/11.
Після цього 2011 року Каноббіо повернувся на батьківщину, де грав за клуби «Фенікс» та «Прогресо», а 2013 року перейшов до «Данубіо», за який відіграв 2 сезони і у сезоні 2013/14 вдруге у своїй кар'єрі виграв чемпіонат Уругваю. Завершив професійну кар'єру футболіста виступами за команду «Данубіо» у 2015 році.
11 січня 2017 року Фабіан Каноббіо був обраний на вільних виборах президентом «Прогресо», ставши першим колишнім професійним гравцем на цій посаді.

## Виступи за збірні
У складі молодіжної збірної Уругваю поїхав на молодіжний чемпіонат світу 1999 року в Нігерії, де забив у матчі 1/8 фіналу з Бразилією, а збірна стала четвертою.
7 жовтня 2001 року дебютував в офіційних іграх у складі національної збірної Уругваю в матчі відбору на чемпіонат світу 2002 року з Колумбією (1:1). У складі збірної був учасником розіграшу Кубка Америки 2007 року у Венесуелі, зайнявши з командою четверте місце. Всього протягом кар'єри у національній команді, яка тривала 7 років, провів у її формі 9 матчів.

## Титули і досягнення
- Чемпіон Уругваю (2):

«Пеньяроль»: 2003
«Данубіо»: 2013–14
- Чемпіон Іспанії (1):

«Валенсія»: 2003–2004
- Володар Кубка УЄФА (1):

«Валенсія»: 2003–2004

## Особисте життя
Молодший брат Фабіана , Карлос Каноббіо, також був футболістом і також грав в Іспанії, але тільки у нижчих лігах.